# Т-84-120 «Ятаган»
T-84-120 «Ятаган» — версія танку Т-84 «Оплот», що має 120-мм гармату, адаптовану до стандартів НАТО, замість типової 125-мм гармати. Танк розроблений ХКБМ ім. Морозова у 1999—2000 роках.
Танк має 120-мм гармату КБМ2, що використовує боєприпаси калібру 120 мм стандарту НАТО. Автомат заряджання (спочатку французького, потім — українського виробництва) знаходиться у кормовій частині башти. Є можливість встановлювати нову 140-мм гармату «Багіра».
Зібраний з комплектуючих українського виробництва, хоча цілком сумісний з комплектуючими закордонного виробництва.

## Історія
Харківське конструкторське бюро машинобудування проводило гнучку та наполегливу політику на конкурентно-насиченому ринку експорту танків. Зокрема, у другій половині 1999 року та у першій половині 2000 року зусилля конструкторів були спрямовані на створення танка із озброєнням стандарту НАТО. Завдання полягало в тому, щоб перетворити танк серії «Т» на танк, який відповідав би стандартам НАТО з озброєння та боєприпасів. Конструктори ХКБМ взялися за це важке завдання, хоча, безумовно, це було серйозним випробуванням їхньої інженерної та конструкторської майстерності. Роботи були успішними і призвели до створення спеціальної модифікації танка Т-84, названої «Оплот» (під час робіт він називався «Т-84-120») і оснащеної 120-мм гладкоствольною гарматою стандарту НАТО та автоматом заряджання, розміщеним у кормовому відсіку башти. Ця модифікація була спеціально доопрацьована з вимог, пред'явлених до танка Командуванням сухопутних військ Туреччини. Після проведення випробувань на підприємстві у квітні 2000 р. цей зразок був направлений до Туреччини, де він пройшов всебічні випробування у червні-липні 2000 р. під найменуванням «Ятаган».
Випробування в Туреччині, за даними ХКБМ, були найбільш всеохоплюючими з усіх коли-небудь проведених раніше міжнародних випробувань танків і включали три етапи. Перший етап проводився взимку протягом 4 тижнів на полігоні в горах. Другий етап проходив на стаціонарному випробувальному полігоні навесні протягом місяця і включав в себе головним чином випробування маневреності, у тому числі рух по «змійці», повороти танка на місці і в русі навколо своєї осі, випробування прийомистості, повороти в русі з різною швидкістю і з різним радіусом повороту. Третій етап був 2-місячні випробування в польових умовах, що проходили влітку і включали головним чином вогневі випробування. За даними ХКБМ, ці випробування продемонстрували, що Т-84 однаково ефективний у різних умовах Європи, Азії та інших регіонів і здатний виконувати завдання, що стоять перед ним, у будь-яких погодних умовах на складній місцевості.

## Порівняння танків серії Т-84
| Показники                   | Т-84 (1999)                                          | Т-84-120 «Ятаган» (2000)                             | Оплот-М (2009)                                         |
| --------------------------- | ---------------------------------------------------- | ---------------------------------------------------- | ------------------------------------------------------ |
| Вага                        | 48 т                                                 | 48 т                                                 | 51 т                                                   |
| Екіпаж                      | 3 ос.                                                | 3 ос.                                                | 3 ос.                                                  |
| Питома потужність           | 25 к.с./т                                            | 25 к.с./т                                            | 23,5 к. с./т                                           |
| Питомий тиск на ґрунт       | 0,93 кг/см²                                          | 0,93 кг/см²                                          | 0,97 кг/см²                                            |
| Діапазон робочих температур | від −40 до +50 °C                                    | від −40 до +55 °C                                    | від −40 до +55 °C                                      |
| Швидкість руху              |                                                      |                                                      |                                                        |
| по твердому покриттю        | 65—75 км/год                                         | 65—70 км/год                                         | 70 км/год                                              |
| по ґрунту                   | 45—50 км/год                                         | 45—50 км/год                                         | 40—45 км/год                                           |
| заднім ходом                | 32 км/год                                            | 32 км/год                                            | 32 км/год                                              |
| Запас ходу                  |                                                      |                                                      |                                                        |
| по шосе                     | 540 км                                               | 540 км                                               | 400 — 500 км                                           |
| по місцевості               | 350—400 км                                           | 350—400 км                                           | 350—450 км                                             |
| Двигун                      |                                                      |                                                      |                                                        |
| Тип                         | 6ТД-2                                                | 6ТД-2                                                | 6ТД-2Е                                                 |
| Потужність                  | 1200 к.с. (895 кВт) при 2600 об./хв                  | 1200 к.с. (895 кВт) при 2600 об./хв                  | 1200 к.с. (895 кВт) при 2600 об./хв                    |
| Підвіска                    | Торсіонна                                            | Торсіонна                                            | Торсіонна                                              |
| Трансмісія                  | механічна, планетарна, 7 передніх і 5 задніх передач | механічна, планетарна, 7 передніх і 5 задніх передач | автоматична, реверсивна, 7 передніх і 5 задніх передач |
| Озброєння                   |                                                      |                                                      |                                                        |
| основне                     | 125-мм гладкоствольна гармата КБА-3                  | 120-мм гладкоствольна гармата КБМ-2                  | 125-мм гладкоствольна гармата КБА-3                    |
| спарене                     | 7,62-мм кулемет КТ-7,62                              | 7,62-мм кулемет КТ-7,62                              | 7,62-мм кулемет КТ-7,62                                |
| зенітне                     | 12,7-мм кулемет КТ-12,7                              | 12,7-мм кулемет КТ-12,7                              | 12,7-мм кулемет КТ-12,7                                |
| Боєкомплект                 |                                                      |                                                      |                                                        |
| для основного озброєння     | 40 пострілів (28 у конвеєрі)                         | 40 пострілів (22 у конвеєрі)                         | 46 пострілів (28 у конвеєрі)                           |
| для спареного кулемета      | 1250 набоїв                                          | 4000 набоїв                                          | 1250 набоїв                                            |
| для зенітного кулемета      | 450 набоїв                                           | 450 набоїв                                           | 450 набоїв                                             |
| Подолання перешкод          |                                                      |                                                      |                                                        |
| кут підйому                 | 32°                                                  | 32°                                                  | 32°                                                    |
| кут нахилу                  | 36% (не менш ніж 19,8°)                              | 36% (не менш ніж 19,8°)                              | 25°                                                    |
| вертикальна стіна           | 1 м                                                  | 1 м                                                  | 1 м                                                    |
| ширина рову                 | 2,85 м                                               | 2,85 м                                               | 2,85 м                                                 |
| Глибина водної перешкоди    |                                                      |                                                      |                                                        |
| без підготовки              | 1,8 м                                                | 1,8 м                                                | 1,8 м                                                  |
| з підготовкою               | 5 м                                                  | 5 м                                                  | 5 м                                                    |

## Тендери
- Туреччина — У 2000 році «Ятаган» був учасником тендеру на новий основний танк для армії Туреччини. Туреччина надала перевагу німецькому танку Леопард 2. Це рішення стало вирішальним у долі «Ятагану», оскільки він так і не потрапив у серійне виробництво.
- Індія — Міністерство оборони Індії у 2010 році висловило своє зацікавлення танком Т-84-120 «Ятаган». Як зазначалося, український танк міг би стати прототипом для індійського «танку майбутнього».[2]

### Відео
- Відеопрезентація Т-84-120 на YouTube